# Adriaan Martijn Padmos
Adriaan Martijn Padmos (Renesse, 23 september 1919 - Renesse, 10 december 1944) was een Nederlandse verzetsstrijder tijdens de Tweede Wereldoorlog.

## Levensloop
Adriaan Martijn Padmos was timmerman te Renesse en actief in het verzet.
Hij was betrokken bij de verzetsorganisatie "Landelijke Organisatie voor Hulp aan Onderduikers" (de L.O.).

## Verdonkeremanen van bevolkingsregisters
Padmos heeft samen met de verzetsman Stoffel van den Hoek meegeholpen aan het verdonkeremanen van de bevolkingsregisters. De Duitsers op Schouwen-Duiveland maakten namelijk begin december 1944 bekend dat alle mannen tussen de 17 en 40 jaar zich moesten melden. Omdat ze ook wel begrepen dat die zich uit eigen beweging niet zouden komen aangeven, werd aan de gemeenteambtenaren van de nog bevolkte dorpen opdracht gegeven lijsten samen te stellen met de namen en verblijfplaatsen van deze mannen. Om dat onmogelijk te maken besloot het verzet de bevolkingsregisters van Renesse, Noordwelle, Serooskerke, Ellemeet en Scharendijke te laten verdwijnen. Stoffel van den Hoek en Adriaan Martijn Padmos hebben zich daarmee belast: de kluis werd leeggehaald en de ordners werden begraven.
Adriaan Martijn Padmos werd genoodzaakt onder te duiken.

## Arrestatie
In de nacht van 6 december 1944 werd hij gearresteerd door de Duitsers bij een poging met 16 anderen vanuit het bezette Schouwen-Duiveland met een mosselkotter met Engelse commando's over te steken naar het bevrijde Noord-Beveland.

## Ophanging
Op 10 december 1944 werd Adriaan Martijn Padmos met negen andere verzetsstrijders opgehangen te Renesse. Ze worden de Tien van Renesse genoemd.